# Alarma personal

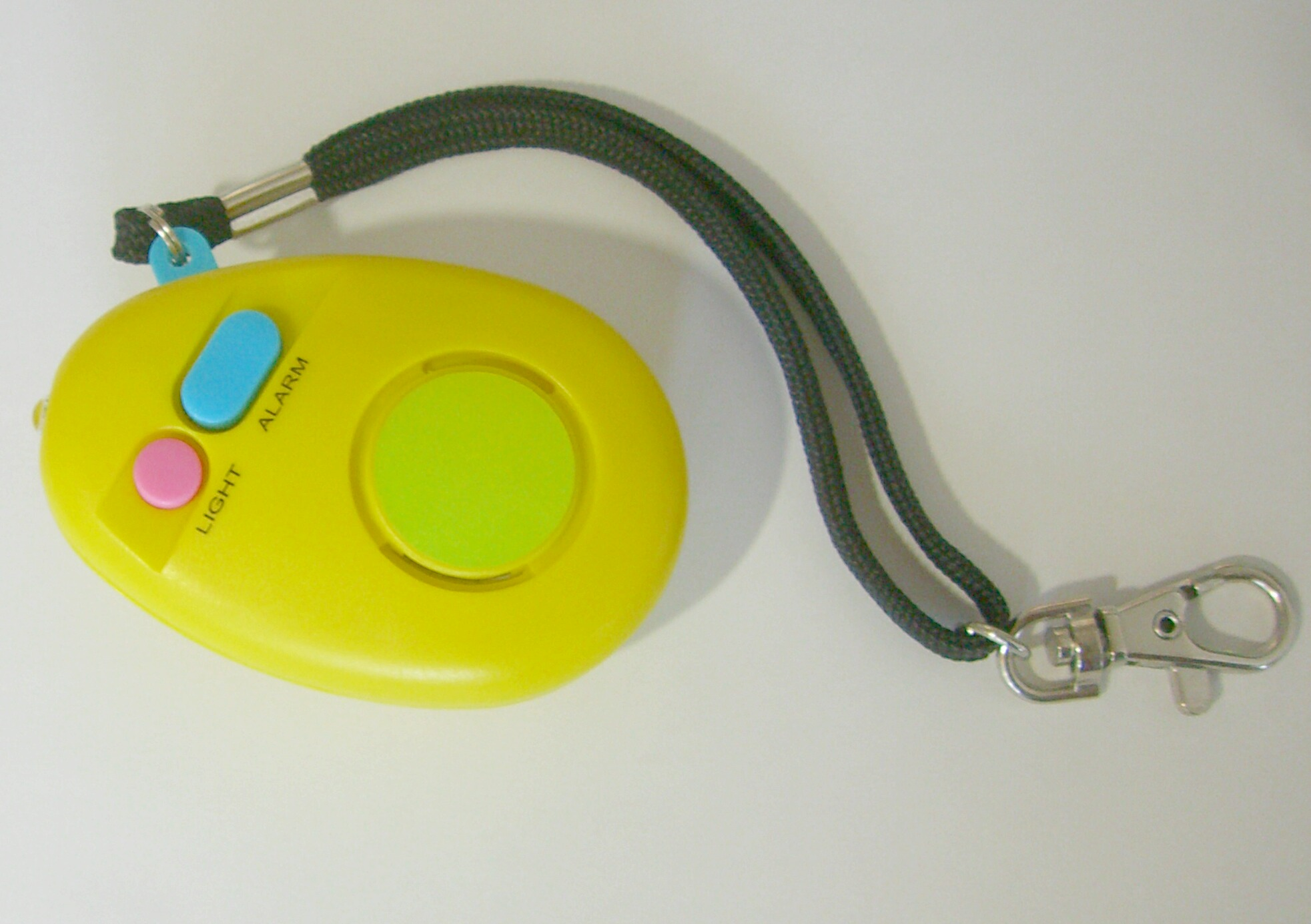
Una alarma personal empieza a sonar cuando el botón es presionado.

Una alarma personal es un pequeño dispositivo electrónico con el fin de emitir un sonido de sirena para alarmar. La alarma es activada presionando un botón o tirando de una cuerda.
Es utilizado para llamar la atención en caso de asalto. El sonido emitido puede también funcionar para distraer, desorientar o sorprender al asaltante.
El volumen varía dependiendo del modelo, algunos tienen 130 decibelios. Algunas alarmas personales están equipadas con una luz LED para ahuyentar al asaltante.
Se le debe dar atención al hecho de que estos dispositivos pueden dar un 'falso sentido de seguridad' y poner al individuo en peligro.
Algunas apps de seguridad personal también emiten un sonido duro, para simular una alarma personal.

## Uso
De acuerdo con the Suzy Lamplugh Trust, la mejor forma de usar una alarma personal es activandola, tirarla al suelo cerca del asaltante y escapar inmediatamente.